# Liolaemus kuhlmanni
Liolaemus kuhlmanni este o specie de șopârle din genul Liolaemus, familia Tropiduridae, descrisă de Müller și Hellmich 1933. Conform Catalogue of Life specia Liolaemus kuhlmanni nu are subspecii cunoscute.